# Аллея шахидов
Аллея шахидов (азерб. Şəhidlər Xiyabanı; до 1990 г. — Парк Кирова / Нагорный парк, азерб. Kirov Parkı / Dağlıq Park) — кладбище в Баку, где похоронены «шахиды» — в основном жертвы «Чёрного января» (126 человек) и азербайджанцы, погибшие в Первой карабахской войне. На Аллее существует также безымянная братская могила, в которой похоронены неопознанные тела убитых.

## История
На месте Аллеи шахидов раньше располагалось мусульманское кладбище, где были захоронены жертвы мартовских событий 1918 года в Баку. Со времён Азербайджанской Демократической Республики до 1939 года Аллея шахидов была кладбищем Чамбарака. На кладбище, в числе других, были захоронены видные деятели Азербайджана: Алирза Расизаде, Самедбек Мехмандаров, Джалил Мамедкулизаде, Мидхат Мамедгулузаде, Абдуррагим-бек Ахвердиев, Наджаф-бек Везиров, Гусейн Араблинский, Ага Муса Нагиев, Сулейман Сани Ахундов, Джаббар Карьягды, Рустам Мустафаев. Главным архитектором Баку Зивер-беком Ахмедбековым был подготовлен памятный комплекс Чамбарака, для увековечения памяти азербайджанских и турецких военнослужащих, погибших во время освобождения города в сентябре 1918 года.
В 1935 году это кладбище было ликвидировано, часть захоронений была перемещена родственниками на другие кладбища. На его месте был разбит парк культуры и отдыха имени С. М. Кирова и установлена его статуя. После распада Советского Союза парк был ликвидирован, статуя Кирова, а также объекты развлечения были удалены.
После трагедии 21 января 1990 года была создана комиссия по похоронам отдавших жизнь за независимость Азербайджана. Комиссию возглавил доктор наук Азер Набиев. Место для захоронения шахидов было определено Азером Набиевым совместно с председателем Исполнительного комитета народных депутатов района имени 26 бакинских комиссаров города Баку Али Мамедовым. При выборе места были также приняты во внимание рекомендации архитектора Наримана Алиева.
21 января 1990 года в Нагорный парк были перенесены после церемонии прощания на площади «Азадлыг» (азерб. Azadlıq meydanı — «площадь свободы», бывшая «площадь Ленина») тела погибших в ходе трагических событий в ночь с 19 на 20 января 1990 года. 20—21 января на аллее было вырыто более 120 могил. Похороны продолжались несколько часов. 22 января были похоронены ещё 50 человек. Трое из них были жертвами мартовской резни 1918 года, тела которых были обнаружены в парке при рытье могил. На всех трёх могилах написано «Шахиды 1918 года». На могилы и в местах гибели шахидов были возложены цветы, в основном красные гвоздики, ставшие в Азербайджане символом траура.
Идея создания комплекса памятников «Вечный огонь» была впервые предложена в 1994 году. 5 августа 1998 года президент Гейдар Алиев издал распоряжение о сооружении в Баку алтаря «Вечный огонь» на Аллее шахидов. Исполнительная власть города Баку постановила соорудить мемориальный комплекс, а кабинет министров выделил 2 млрда манат на его строительство. Торжественное открытие мемориального комплекса состоялось 9 октября 1998 года.
В 1996 году при содействии властей Турции на Аллее шахидов была построена Мечеть Шахидов. Мечеть была закрыта для реконструкции в период с 2009 по 2017 год.
Первая могила у входа в Аллею шахидов принадлежит супружеской паре Фаризе и Ильхаму Аллахвердиевым: Ильхам, член Народного фронта Азербайджана, был застрелен военнослужащими Советской армии 20 января, а Фариза, узнав о смерти мужа, покончила жизнь самоубийством.

## Память
17 января 2000 года президент Азербайджанской Республики Гейдар Алиев издал указ «О присвоении почётного звания „Шахид 20 января“», в котором приведён полный список погибших и пропавших без вести.
Аллея шахидов — одно из мест в Баку, которые, как правило, посещают почётные гости.

## Галерея
- 1992
- 1992
- 1992
- 2005